# The Ghost Collector
The Ghost Collector är det första musikalbumet av det svenska metalbandet Netherbird. Albumet gavs ut 18 juli 2008 på Pulverised Records. Utöver sångaren Nephente (Johan Fridell) och Bizmark (Pontus Andersson) på gitarr, keyboards och bakgrundssång, bestod bandet vid denna tid av trummisen Adrian Erlandsson och gitarristen Grim. 

## Låtlista
1. Dead Grid Incantation
2. The Blackest Breed
3. Carcass Symphony
4. Adrift on the Sea of Misery
5. Lighthouse Eternal (Laterna Magika)
6. Hidden Beneath Flesh Pest Ridden
7. The Beauty of Bones
8. Forever Mournful
9. Adrift Towards Eternity
10. Blood Orchid
11. Ashen Nectar
12. Bouleard Black
13. Boulevard Black (reprise)

## Banduppsättning
- Nephente (Johan Fridell) - sång
- Bizmark (PNA) (Pontus Andersson) - gitarr, keyboard
- Grim - gitarr, sång
- Adrian Erlandsson - trummor